# O sancta simplicitas

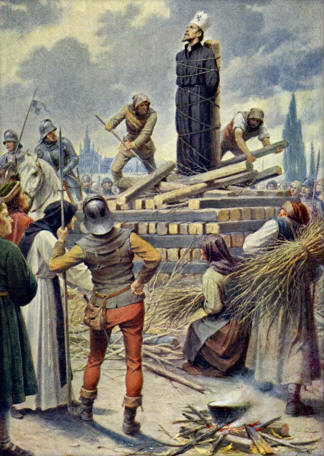
Камил Владислав Муттих — Ян Гус в Констанце

O sancta simplicitas ([о санкта симплицитас], с лат. — «О святая простота!») — выражение, приписываемое Яну Гусу, и вошедшее в поговорку. 
В литературе также встречается выражение «Святая простота!» (Sancta simplicitas!) и «Святая простота» (Sancta simplicitas).
Приговорённый католическим Констанцским собором к сожжению как еретик, Ян Гус будто бы произнёс эти слова на костре, когда увидел, что какая-то старушка (по другой версии — крестьянка) в простодушном религиозном усердии бросила в огонь костра принесённый ею хворост. Впрочем, биографы Я. Гуса, основываясь на сообщениях очевидцев его смерти, отрицают факт произнесения им этой фразы.
По сообщению церковного писателя Турания Руфина (около 345—410) в его продолжении «Истории церкви» Евсевия, выражение «святая простота» было произнесено на первом Никейском соборе (325) одним из богословов (Руфин, Церковная история, I(X): 3): «Tum vero nostri, qui simplicitatem viri et imperitiam in sermone duntaxat nos-sent, pavere, et velut pudorem quemdam pati, ne forte apud callidos homines risui efficeretur sancta simplicitas».
Употребляется для обозначения наивности, простодушия или легковерности:

Левин не понимал, зачем было враждебной партии просить баллотироваться того предводителя, которого они хотели забаллотировать.
<…>
— О sancta simplicitas! — сказал Степан Аркадьич и кратко и ясно растолковал Левину, в чём дело.— Лев Толстой, «Анна Каренина»